# Everywhere (Michelle Branch)
Everywhere è un singolo della cantautrice statunitense Michelle Branch, pubblicato il 30 ottobre 2001 come primo estratto dal primo album in studio The Spirit Room. È stato uno dei suoi maggiori successi, arrivando fino alla posizione #12 della Billboard Hot 100. Il gruppo musicale Yellowcard ha eseguito una cover del brano nell'album del 2002 Punk Goes Pop. La versione originale della Branch è stata inclusa nella colonna sonora del film American Pie 2. Inoltre l brano è stato utilizzato per alcuni spot della TIM in Italia nell'annata 2002-2003. Nel 2007 è stato fatto un remix del brano dal producer Techno-Trance danese DJ Splash.
Michelle Branch rivelò in un'intervista a MTV nel 2001:

## Tracce
1. Everywhere (Chris Lord Alge Mix) – 3:36
2. All You Wanted (Unplugged Version) – 3:35
3. Goodbye to You (Unplugged Version) – 4:14
4. Everywhere (Promotional Video)

## Classifiche
| Classifica (2001) | Posizione più alta |
| ----------------- | ------------------ |
| Australia         | 19                 |
| Belgio (Fiandre)  | 52                 |
| Francia           | 60                 |
| Germania          | 90                 |
| Italia            | 28                 |
| Nuova Zelanda     | 2                  |
| Paesi Bassi       | 28                 |
| Regno Unito       | 18                 |
| Stati Uniti       | 12                 |
| Svezia            | 51                 |
| Svizzera          | 46                 |